# لی جی (شناگر)
لی جی (انگلیسی: Li Ji؛ زادهٔ ۹ ژوئیهٔ ۱۹۸۶) شناگر اهل چین است.